# La reina de belleza de Leenane
La reina de belleza de Leenane (en su título original The Beauty Queen of Leenane) es una obra de teatro del dramaturgo anglo-irlandés Martin McDonagh, estrenada en 1996.

## Argumento
Ambientada en Leenaun, un pequeño pueblo de la costa Oeste de Irlanda en el Condado de Connemara, se centra en la vida de Maureen una mujer soltera de 40 años, obligada por las circunstancias a atender a su despótica madre Mag, de 70 años. La llegada de los hermanos Pato y Ray Dooley, alterará la vida de ambas mujeres.

## Representaciones destacadas
- Town Hall Theatre, Galway, 1 de febrero de 1996. Estreno mundial. El mismo elenco representó luego la obra en el West End londinense y en Broadway, ganando cuatro Premios Tony.
  - Dirección: Garry Hynes.
  - Intérpretes:   Marie Mullen,  (Maureen), Anna Manahan (Mag Folan), Brían F. O'Byrne (Pato), Tom Murphy (Ray).

- Teatro Villarroel, Barcelona, 1998. Versión en catalán, con el título de la La reina de bellesa de Leenane.[1]
  - Dirección: Mario Gas.
  - Adaptación: Vicky Peña.
  - Escenografía: Alejandro Andújar.
  - Intérpretes: Vicky Peña (Maureen), Montserrat Carulla (Mag Folan), Álex Casanovas, Jacob Torres.

- Teatro de la Abadía, Madrid, 1999. Estreno en castellano. Mismo elenco que el estreno en catalán.[2] Ganadora de tres Premios Max.

- Théâtre de l'Ouest, Boulogne-Billancourt, 2002.Versión en francés, con el título de la La reine de beauté de Leenane.
  - Dirección: Gildas Bourdet.
  - Intérpretes: Isabelle Sadoyan, Marianne Epin, Lorant Deutsch y Vincent Winterhalter.

- Sala Yago, Santiago de Compostela, 2006. Versión en gallego, con el título de la A raiña da beleza de Leenane.
  - Dirección: Xúlio Lago.
  - Adaptación: Avelino González y Olga F. Nogueira.
  - Intérpretes: María Barcala (Maureen), Teresa Horro (Mag Folan), Marcos Vieitez (Pato), Rubén Riós (Ray).

- Teatro Lope de Vega, Sevilla, 2009.[3]
  - Dirección: Álvaro Lavin.
  - Intérpretes: Gloria López, Maite Brik, Orencio Ortega y Pablo Gómez-Pando.

- Teatro Infanta Isabel, Madrid, 2024.
  - Dirección: Juan Echanove.
  - Intérpretes: María Galiana, Lucía Quintana, Javier Mora, Alberto Fraga.